# Francisco A. de Icaza
Francisco de Asís de Icaza y Beña (Ciudad de México, 2 de febrero de 1863-Madrid, 28 de mayo de 1925) fue un crítico, poeta e historiador mexicano afincado en España, padre de la novelista Carmen de Icaza.

## Biografía

### Vida personal
Francisco de Asís María de la Presentación Manuel del Sagrado Corazón de Icaza y Beña nació el 2 de febrero de 1863 en Ciudad de México, hijo del matrimonio formado por Ignacio María de Icaza e Iturbe y María Tomasa Beña y García. Miembro de una de las familias más reconocidas de la aristocracia novohispana, Francisco de Icaza se dedicó desde su juventud a la carrera diplomática. Fue amigo de Vicente Riva Palacio, quien, al ser nombrado ministro de México en España, lo llevó consigo como secretario.
El 21 de noviembre de 1895, contrajo matrimonio con la joven y adinerada española Beatriz de León y Loynaz (1878-1971), a la que casi doblaba en edad. Su esposa, que aunque había nacido en La Habana se crio en Granada, Andalucía, era sobrina de María del Pilar de León y Gregorio, I marquesa de Squilache. El matrimonio tuvo seis hijos; Beatriz, Carmen (novelista abuela de Íñigo Méndez de Vigo), Ana María, Francisco de Asís, María Luz, y María Sonsoles (madre entre otros de Carmen Díez de Rivera).
Falleció a los sesenta y dos años, el 28 de mayo de 1925 en Madrid; le sobrevivieron su esposa y sus cinco hijos menores. Una calle de Madrid lleva su nombre, y en Granada una placa recoge su poema más famoso sobre la ciudad donde se crio su esposa:

Dale limosna, mujer,

que no hay en la vida nada,
 
como la pena de ser

ciego en Granada.

F. A. de Icaza

### Diplomático
Fue ministro plenipotenciario en Berlín y en Madrid. En España pasó la mayor parte de su vida, primero en calidad de diplomático y tras el estallido de la Revolución mexicana, en condición de exiliado. Representó a México en el III Centenario del Quijote en Madrid en 1905.

### Carrera literaria
Fue conocido primero como poeta, pero alcanzó notoriedad entre sus primeros ensayos citar el titulado Examen de críticos en 1894. En 1901 fue premiado su libro sobre las Novelas ejemplares de Cervantes (1901), en un certamen del Ateneo de Madrid. Publicó estudios de historia literaria. Sus poesías fueron publicadas en la Revista Azul. Frecuentaba tertulias literarias en compañía de Juan Ramón Jiménez, Amado Nervo, José Ortega y Gasset y Rubén Darío.

### Académico
Fue miembro correspondiente de la Academia Mexicana de la Lengua, y uno de los fundadores de la Academia Mexicana de la Historia en la cual ocupó el sillón 5 desde 1919 hasta 1925, año de su muerte. Recibió el reconocimiento de doctor honoris causa por la Universidad Nacional Autónoma de México.
Su labor crítica se centró en temas literarios españoles. En España, fue miembro de la Real Academia de la Historia y de la Academia de Bellas Artes de San Fernando y presidente de la Sección de Literatura del Ateneo de Madrid.

### Poemarios
- Efímeras (1892)
- Lejanías (1895)
- La canción del camino (1905)
- Cancionero de la vida honda y la canción fugitiva (1922)

### Obras varias
- Examen de críticos (1894)
- Las novelas ejemplares de Cervantes. (1901)
- El Quijote durante tres siglos (1915)
- Supercherías y errores cervantinos (1917)
- Lope de Vega. Sus amores y sus odios y otros estudios (1925), obra por la que recibió el Premio Nacional de Literatura.

### Históricos
- Miscelánea histórica
- Sucesos reales que parecen imaginados de Gutierre de Cetina, Juan de la Cueva y Mateo Alemán (1919).
- Diccionario autobiográfico de conquistadores y pobladores de la Nueva España, publicado en Madrid en 1923, parte de cuyo material había sido compilado por Francisco del Paso y Troncoso.[6]
- Por otra parte, tradujo al español obras de Nietzsche, Hebbel, Liliencron y Dehmel.